# Orfalu
Orfalu (slowenisch Andovci, deutsch Andelsdorf) ist eine ungarische Gemeinde im Kreis Szentgotthárd im Komitat Vas.

## Geografische Lage
Orfalu liegt acht Kilometer südlich der Stadt Szentgotthárd, ein Kilometer nördlich der Grenze zu Slowenien, an dem kleinen Fluss Huszászi-patak. Nachbargemeinden sind Apátistvánfalva und Farkasfa, ein Ortsteil von Szentgotthárd. Jenseits der Grenze liegt der slowenische Ort Budinci.

## Sehenswürdigkeiten
- Glockenturm (Harangláb)

## Verkehr
Durch Orfalu verläuft die Landstraße Nr. 7456, von der die Nebenstraße Nr. 74181 in südliche Richtung zur slowenischen Grenze abzweigt. Der nächstgelegene Bahnhof befindet sich in Szentgotthárd.

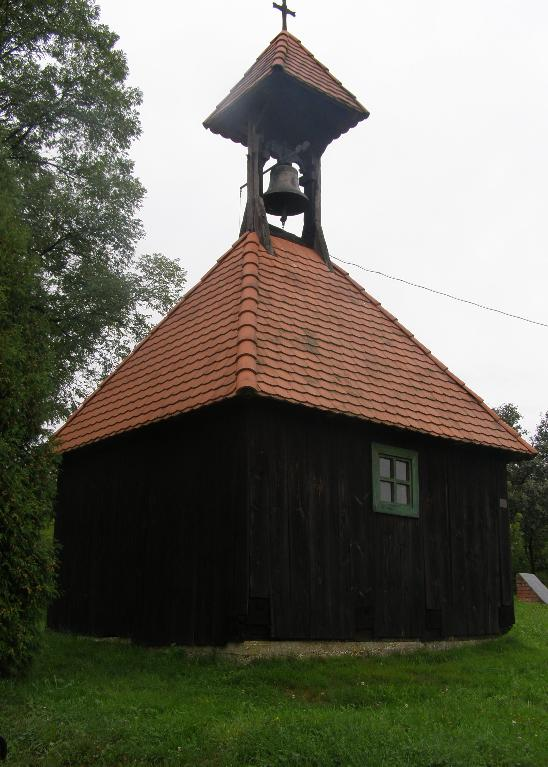
Glockenturm
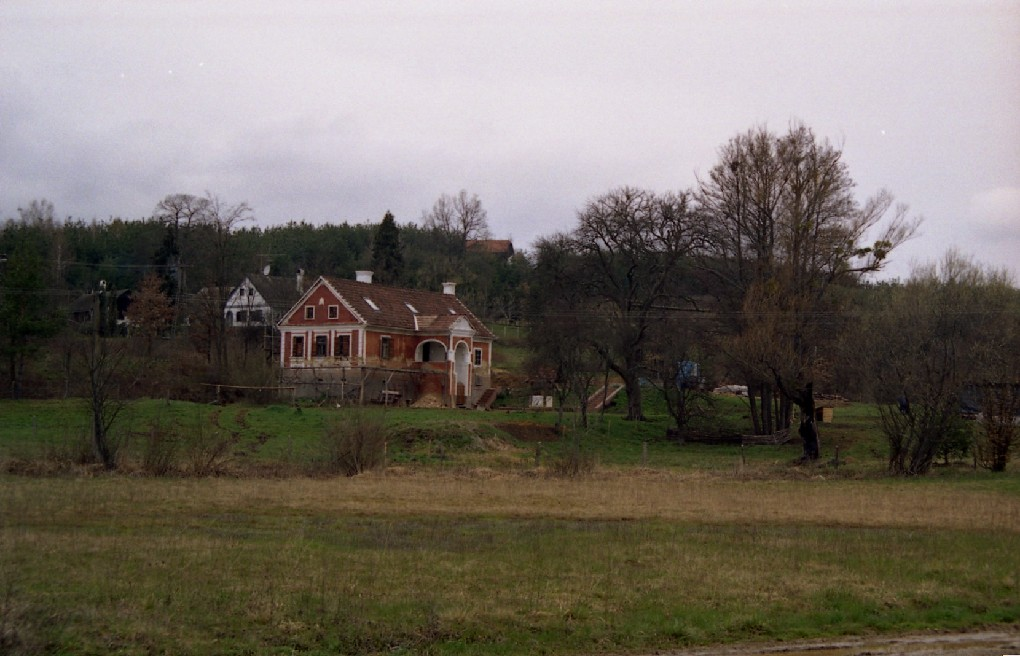
Blick auf Orfalu
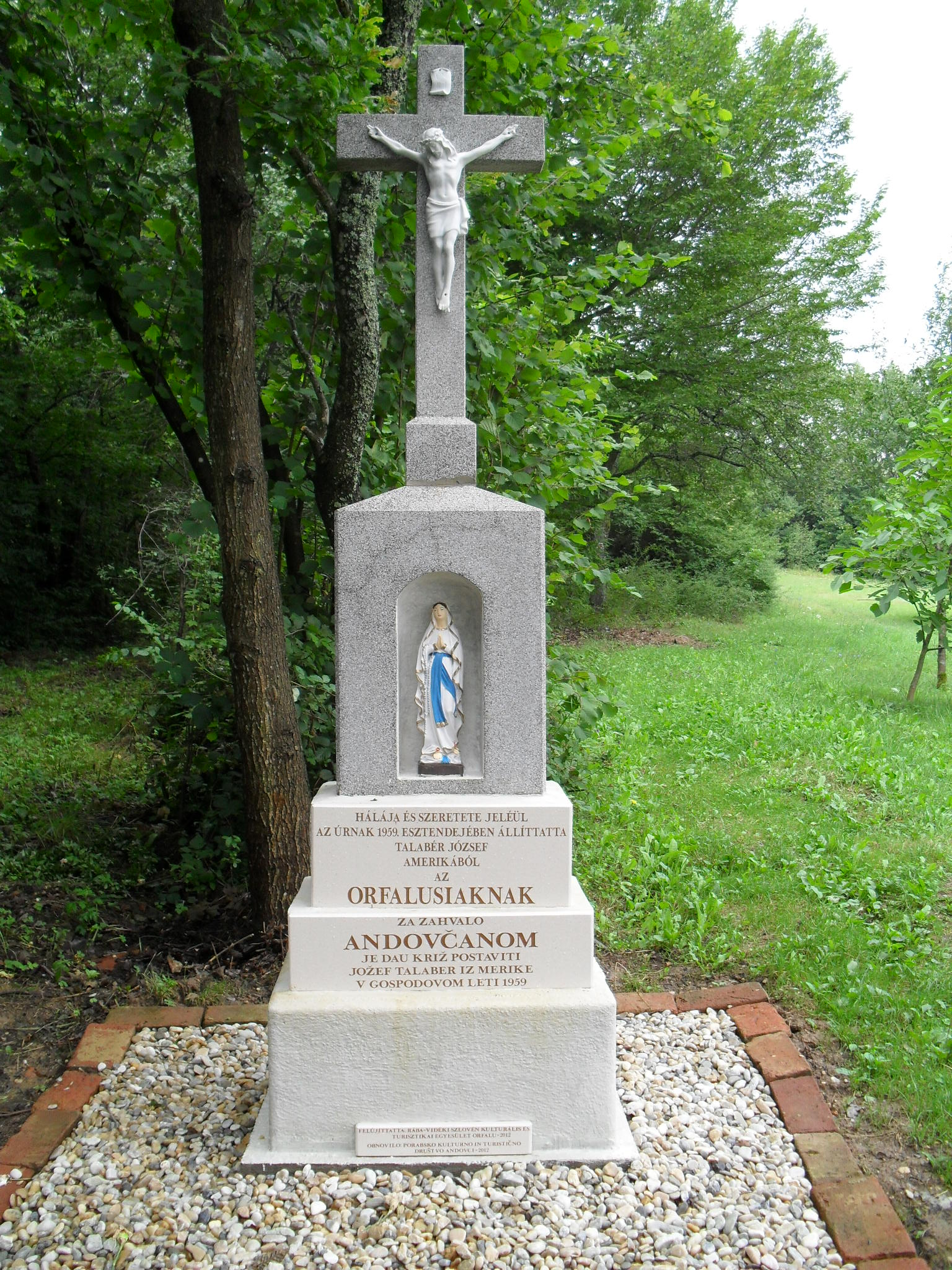
Kreuz
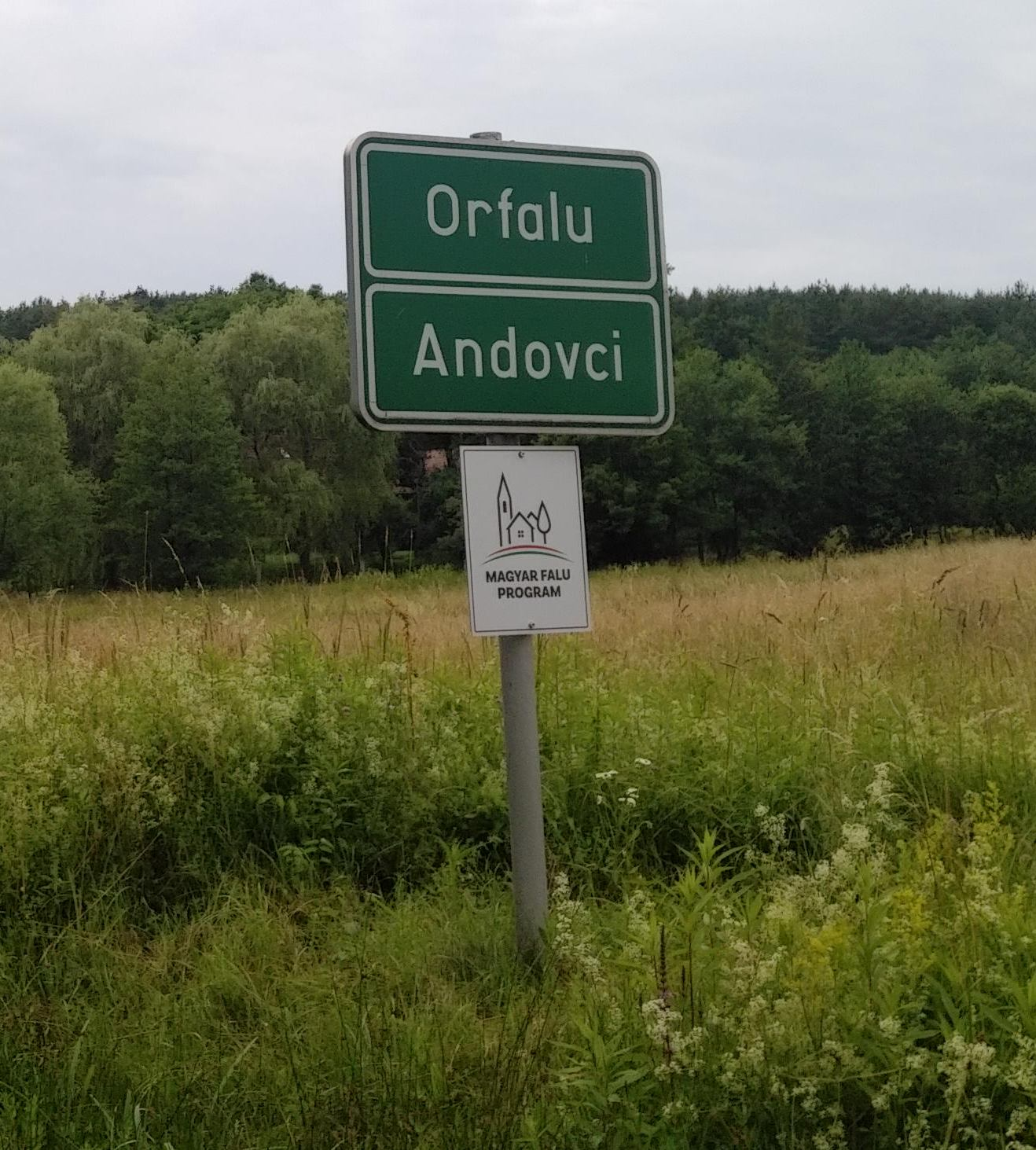
Zweisprachige Ortstafel Ungarisch/Slowenisch